# Quan hệ giữa chó và mèo

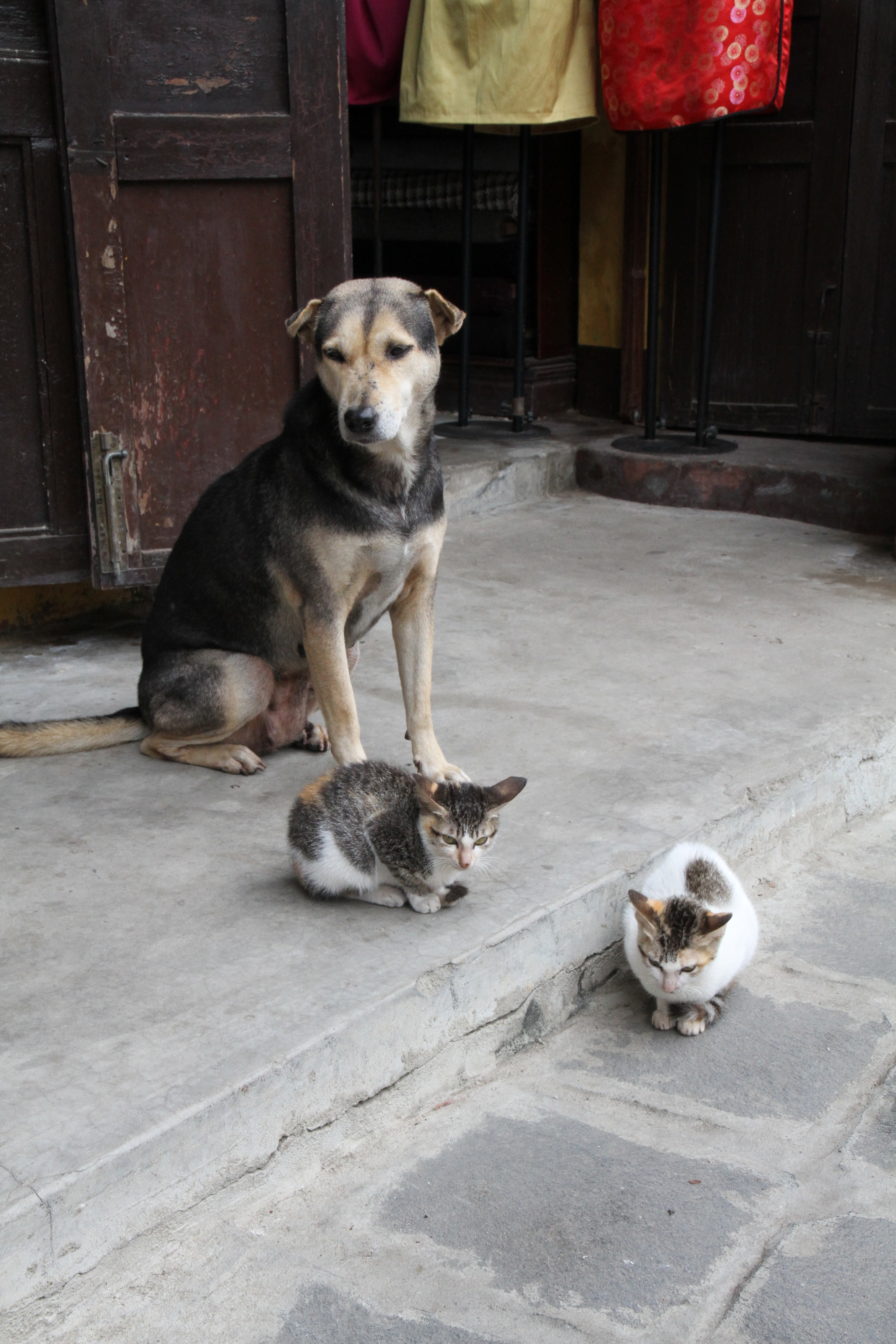
Một chú chó và hai chú mèo con ở Việt Nam, chúng hòa thuận với nhau

Chó và mèo có một loạt các tác động lẫn nhau. Bản năng tự nhiên của mỗi loài dẫn đến các tương tác mang tính chất đối kháng giữa chúng, mặc dù các các cá thể động vật riêng lẻ có thể có mối quan hệ không gây hấn với nhau, đặc biệt trong điều kiện con người huấn luyện chúng không gây hấn. Sự tương tác tích cực giữa chó và mèo được thể hiện rộng rãi trong lĩnh vực văn hóa. Trong nhà ở nơi chó và mèo được nuôi và huấn luyện đúng cách, chúng có xu hướng quan hệ tốt với nhau, đặc biệt khi chủ của chúng chăm sóc tốt cho chúng.

## Phạm vi quan hệ
Các tín hiệu và hành vi mà mèo và chó sử dụng để giao tiếp là khác nhau và có thể có các ý nghĩa như xâm lược, sợ hãi, thống trị, tình bạn hoặc lãnh thổ, lại bị các loài động vật khác giải thích sai. Chó có bản năng tự nhiên để đuổi theo những động vật nhỏ hơn chạy trốn, trong khi việc chạy trốn lại là một hành vi bản năng của mèo. Hầu hết những con mèo chạy trốn khi gặp phải chó, tuy vậy một số con khác rít lên, cong lưng và cào ngược lại chó. Sau khi bị mèo cào, một số con chó có thể trở nên sợ mèo.
Nếu được tạo điều kiện thích nghi phù hợp, mèo và chó có thể có mối quan hệ không đối kháng, và chó được nuôi cùng với mèo có thể thích sự hiện diện của mèo hơn so với những con chó khác. Ngay cả mèo và chó đã sống cùng nhau trong cùng một gia đình cũng có thể trở lại phản ứng hung hăng với nhau do sự gia tăng các kích thích bên ngoài hoặc do lý do bệnh tật.